# 1477 en Angleterre
Chronologie de l'Angleterre
- 1473
- 1474
- 1475
- 1476
- 1477
- 1478
- 1479
- 1480
- 1481

Cette page concerne l'année 1477 du calendrier julien.

## Naissances en 1477
- 13 janvier : Henry Algernon Percy, 5e comte de Northumberland
- 22 juin : Thomas Grey, 2e marquis de Dorset
- Date inconnue :
  - Thomas Boleyn, 1er comte de Wiltshire
  - William Courtenay, noble
  - Thomas Denys, homme de loi
  - William Essex, shérif
  - John Pakington, shérif
  - Georges Plantagenêt, 1er duc de Bedford
  - Lambert Simnel, prétendant au trône et imposteur
  - Agnès Tilney, duchesse de Norfolk
  - Roger Townshend, propriétaire terrien

## Décès en 1477
- 1er janvier : Richard Plantagenêt, noble
- 15 avril : 
  - Ankarette Twynyho, dame de compagnie
  - John Thursby, serviteur
- 20 mai :
  - Thomas Burdett, esquire
  - John Stacey, astronome
- 18 octobre : John Arundel, évêque de Chichester
- 3 novembre : Richard Fowler, chancelier de l'Échiquier
- 11 novembre : Roger Keys, universitaire
- Date inconnue :
  - Richard Andrew, chanoine de Windsor
  - Humphrey Blount, chevalier
  - Giles Thorndon, Lord grand trésorier d'Irlande